# Isidro Sala Ribera
Isidro Sala Ribera (Bergús, Bages, Barcelona, 3 de marzo de 1933-Abancay, Perú, 26 de marzo de 2019) fue un obispo español. Fue obispo titular de Cluentum (1986-92) y obispo auxiliar (1986-90), coadjutor (1990-92) y obispo diocesano (1992-2009) de Abancay (Perú).

## Biografía
Tras realizar sus estudios eclesiásticos en el Seminario de Solsona, fue ordenado sacerdote el día 20 de julio de 1958 en el Santuario de Lourdes de la Nuevo (Bergadá). En la diócesis de Solsona sirvió pastoralmente en las parroquias de La Coromina (Cardona), Valldeperes (Navás), Balsareny y Salipota (Suria).
En enero de 1969 se marchó de misionero a Perú a través de la Obra de Cooperación Sacerdotal Hispanoamericana, donde se estableció en la diócesis de Abancay invitado por el obispo Enrique Pèlach y Feliu. Ejerció de vicario parroquial de Chalhuanca y de director de Misiones Populares. En 1975 fue nombrado rector de San Jerónimo, desde donde se ocupó de impulsar las visitas misioneras a los pueblos, la formación de catequistas y la promoción de ordenaciones sacerdotales de decenas de jóvenes. Durante esa etapa, colaboró con la fundación del monasterio de Carmelitas Descalzas y la construcción de las casas de retiro espiritual en San Jerónimo y de La Laguna a Pacucha. También impulsó la construcción del asilo para ancianos, la casa parroquial y muchas iglesias de los pueblos de su jurisdicción.
El papa Juan Pablo II lo nombró obispo titular de Cluentum y auxiliar de Abancay el 18 de octubre de 1986 y recibió la consagración episcopal el 14 de diciembre del mismo año por parte del obispo Ignacio María de Orbegozo. El mismo papa lo designó obispo coadjutor de la diócesis el 7 de abril de 1990 y se convirtió en el obispo diocesano el 1 de diciembre de 1992. Durante su episcopado destacó por su labor misionera con visitas asiduas a las comunidades de la diócesis, suscitó múltiples vocaciones sacerdotales, religiosas y de fieles laicos decididos a santificarse en medio del mundo. En 1998 organizó el II Congreso Eucarístico en Cocharcas para celebrar el IV centenario de la llegada de la imagen de la Virgen de Cocharcas y consiguió que la Santa Sede la declarara patrona de la diócesis.
El 20 de junio de 2009 se retiró, adquirió la condición de obispo emérito y continuó colaborando en la diócesis de Abancay. En 2010 fue distinguido por la Conferencia Episcopal Peruana con la Medalla de Oro de Santo Toribio de Mogrovejo como reacción al trabajo realizado por la Comisión de la Verdad y la Reconciliación, encargada de evaluar los efectos del terrorismo en el Perú durante veinte años, que señalaba la diócesis de Abancay como una de las que supuestamente no habían defendido los derechos humanos.